# Jernej Korenjak
Jernej Korenjak, slovenski kajakaš, * 5. marec 1982.
Korenjak je svoj največji uspeh na svetovnih prvenstvih dosegel leta 2006, ko je v Karlovyh Varyh v šprintu osvojil osmo mesto. Leta 2008 je skupaj z Nejcom Žnidarčičem in Lovrom Lebanom postal svetovni prvak v ekipnem šprintu.